# Aulacomnium turgidum
Espèce
Aulacomnium turgidum est une espèce de mousse de la famille des Aulacomniaceae.